# زهير ظاظا
زهير أحمد ظاظا شاعر وباحث في التاريخ الإسلامي ولد في دمشق عام 1957، وانخرط في الحركات الإسلامية في دمشق منذ العام 1973، فلازم العلامة ملا عبد العزيز المشكاني ومفتي الجمهورية العربية السورية الشيخ أحمد كفتارو وشارك لأول مرة بقصيدة من شعره في فعاليات الحفل السنوي الأول لمعهد الدعوة والإرشاد عام 1976 واستمر يشارك بشعره في كل المناسبات الدينية والوطنية وكان من أبرزها مشاركته في حفل إحياء ذكرى الشاعر محمد إقبال في مسرح مكتبة الأسد بمختارات من نظمه لديوان إقبال (جناح جبريل) وليكون ذلك الحفل سبباً لتعرفه على جاويد ابن فيلسوف وشاعر الإسلام محمد إقبال وليأتمنه جاويد على مذكرات أبيه فقضى زهاء ثلاث سنوات في قراءتها والانهماك في نظم ديوانه الثاني (أرمغان حجاز) أثناء عمله الرسمي في مركز التفسير الذي كان يديره المفتي العام أحمد كفتارو ثم عمل مدققاً لغويا في دار الخير ببيروت لمدة سنتين وكان قد التقى في فاتحة شبابه بأقطاب الحركات الإسلامية في دمشق وفي مقدمتهم الأستاذ جودت سعيد الذي لازمه ونهل من تجربته لسنوات ومحمد سعيد رمضان البوطي ومحمد عيد عباسي الذي اصطحبه مرات إلى مجلس ناصر الدين الألباني ثم إلى بيته.
والتقى السيد حسين فضل الله وجرت بينهما عدة حوارات تتعلق بتاريخ القرآن.
كما كانت له صلات مع معظم تيارات القضية الكردية في دمشق عمل أثناءها محرراً في مجلة الأوج ليغادر دمشق بعد إغلاق المجلة إلى أبوظبي في آب 1998 فعمل في الموسوعة الشعرية التي أصدرها المجمع الثقافي برعاية معالي محمد أحمد السويدي الذي أوكل إليه الإشراف على موقع الوراق لسان المجمع الثقافي حتى عام 2007 واستمر مشرفا على الموسوعة الشعرية في كل إصداراتها حتى صيف 2021 أضاف أثناء عمله في الموسوعة أكثر من 2500 ديوان  جمعها من بطون الكتب والمجلات.
أشهر اشعاره ملحمة بنبوك بابا
الإقامة : امارات ، أبوظبي

## كتبه
أهم كتبه:
(قصة ألف كتاب وكتاب) الذي صدر عن دار الخير في إسطنبول عام 2021م
ديوان (ضياء نامه)  عن المجمع الثقافي في أبوظبي العام 2008
ترتيب الأعلام على الأعوام بيروت دار الأرقم بن أبي الأرقم 1992
الجنيد ومأساة الصوفية في القرن الثالث دار الخير دمشق 1988
ديوان جناح جبريل ظهرت طبعته الأولى عن دار إقبال بدمشق سنة 1987
ديوان أرمغان حجاز مازال مخطوطاً ولم ينشر
رحلتان إلى سورية محمد رشيد رضا تحقيق سلسلة ارتياد الآفاق طبعه المجمع الثقافي بأبوظبي 1996

## قصائد مختارة
من أشعاره:
أحق الحقائق أن تدرسوا  
         فتاوى ابن تيمة المرعبه
وآثاره الحافلات الطوال
            يناهز مجموعها مكتبه
تصورت ما حال أتباعه
          إذا مات من قبل أن يكتبه
وماذا دعاه إلى ما حكاه
          ألم ير في الدين إلا الشبه
وست قرون مضت قبله
               فسل أي أيامها أعجبه
إذا أنت فكرت في أمره
               وكثرة أنصاره المنجبة
بدا لك أن الذي خاضه
                 كلام معاصره رتبه
بناء الغزالي في كاذبيه
             وللآن نجهل من كذبه
وقد بدأ الذهبي السؤال
             ومات يحاول أن يعربه
ولم يستطيع غير جمع الرسوم
                   تراها ممزقة متعبه
وأشهد أعظم إنموذج
          من البحث قصته المسهبة
ومد ابن خلدون أوراقه
                 يفتش كوكبة كوكبه
وشق طريق الحياة الجديد
             ولم يخترق أحد مذهبه
{قصيدة فيروز}
من ديوان ضياء نامه ص519
سلوا الجداول في فيروز مغناها
           من الذي بفرات الشرق أجراها
واستخبروا الخلد عن أنهار كوثره
          فقوله الفصل في أنساب رياها
في قاع كلِّ غديرٍ كالحصى انتثرت
          قصائدُ الحب من أرواح غرقاها
وفي الضفاف إوزٌّ من ملائكةٍ
     مثل العصافير في أسراب عطشاها
صوت النواقيس في أعلى الربى سحرا
          وصوت فيروز للتسبيح ناداها
يا بنت داود ما كذّبت مريمه
          ففي محيَّاك عرق من محياها
الحمد لله قد شاهدتُها بشراً
         فلاحةً في حقول القمح ممشاها
كان الغناء الذي غنت عبادتها
             قالوا تغني، وقالت: أعبد اللَه
وهل يهز شموخٌ من مصلية
          كما يهز شموخ الشعب عطفاها
في كل أغنية من عطرها عبقٌ
                       مزنّرٌ بأناجيلٍ تلوناها
كأنها الحسنُ في أطراف عاشقه
           كأنها الحب في تفسير معناها
يا كوكب الشرق ما أعفيك من عتبي
          فما عرفـنا غناء الشمس لولاها
نظرتُ في عظماء العصر في خلدي
            فما وجدتُ به قطباً ولا شاها
الطائفون بعرش الله قد سقطوا
             وكلهم ساخ عنه الشمع إلاها
فيروزُ فيروزُ هل أعددتِ أغنيةً
          تَهدي الشعوب إلى إنقاذ دنياها
ألا ترين معي في بؤسها أمماً
       تُبكي وتُضحكُ في الدنيا حكاياها
يا طفلةَ الحور في أحضانها نشأت
          بين الورود وبين الفجر مسعاها
الشعب شعبك مشتاق لأغنيةٍ
         من لحن عينيك تحييه بنجواها
تنـسيه مـهـزلة الدنيا، تطهره
          من الحياة التي باخت قضاياها
لا تتركي الشام للأشواق قاتلةً
          فالشام شامك يا أحلى صباياها
والشام يا فخر كل الشام زنبقةٌ
        عـلـى وشـاحـك بالأحداق نرعاها
حملت عـنها إليك الوجد ملحمةً
       شـوقـاً لـصوتك يجري في ثناياها
حتى الـعجائز قالت عندما سئلت
        كانـت أغانـيك في الدنيا مراياها
كانـت أغـانيك تاريخاً تقدسه
          وذكـريـاتـك فـي الأيـام أحـلاها
فيروز غـني لـهن اليوم أغنية
           إن الحـنـيـن إلى ذكراك أصباها
قصيدة (أصدقائي الملاحدة)
إن تسخروا مني فإني مؤمن
            لا شيء يشغلني سوى القرآن
صاحبته كالطفل ثم حملته
               كالأم ثم غدا رفيف جناني
ومشيت في أغصانه وهرمت في
                  وديانه وسقيته وسقاني
هذا النهار قضيته متفكرا
             ببديع صنع أظافري وبناني
في صقلها في سيرها في لونها
           في دورها في خدمة الإنسان
واللحم ذات اللحم منبتها كما
               هو ذاته في منبت الأسنان
صدف على كفي وعاج في فمي
              وهما بطول السير مختلفان
لو أرسم الأسنان في إبداعها
                 لكتبت ديوانا من العرفان
فتصورا ماذا سأكتب لو أنا
        أطلقت في وصف العيون بياني
لو رحت أكتب عن مكان بياضها
            وسوادها منها سحرت زماني
في كل جارحة أرتل سورة
          الجسم مصحفك الكريم الثاني
والقلب أطولها وأحفلها بما
          يحويه من وجد ومن أشجان
وأرى الرموش كمثل سورة مؤمن
           وأرى الشفاه كسورة الفرقان
وأظل ليل نهار أتلو وحيها
                وأنام هادلة على أجفاني
من أين ألحد كيف يمكن لحظة
                 يهتز بعد بخالقي إيماني
وبرغم هذا كله لي صحبة
          في الملحدين أحسهم إخواني
وأحبهم وأحس في إلحادهم
             ضربا من الإيمان يمتزجان
وأرى المسافة بيننا من زئبق
               ما بين أبعد حالتيه ثوان
وفضائح الكهنوت تدخل بيننا
           لتزيد من حبي ومن غثياني
سأموت أشرف أصدقائي ملحد
            يأبى الخنوع ووادع علماني
وكتب الكثير من القصائد خلال {لحرب
السورية} ومنها:
لم يبق لي طمع بأي جدال
          اليوم ليس سوى البلاد قبالي
أبناؤها أيامها أقدارها
        ستكون ليل نهار نصب خيالي
أنا منذ ستة أشهر في سكرة
                 مما أتابعه من الأهوال
عشرات آلاف القرى محروقة
          ومئات آلاف النفوس جوالي
ومن الذي تقوى تشاهد عينه
            تحت الركام  نهاية الأجيال
لم يقرأ التاريخ من ظن الذي
           شهدت بلاد الشام طفرة غال
اليوم منذ هشام سابع مرة
           والشام تغرق في دم الأطفال
عودوا إلى تاريخكم وتأملوا
          صدق الحياة  وكذبوا أقوالي
ظلمات أقلام حقود قبائل
               تجار أسلحة ذقون ملالي
أين الغيارى أن تكرر مرة
              أخرى وتخدعها دعاة قتال
كتب المذاهب في بقاء ظلامها
           في المسلمين مصانع الأغلال
ويشككون بأنني متمرد
              وعلام أسمال على أسمال
ديني ويكفيني تلاوة آية
               أقتات منها كل عشر ليال
خليت كل متونكم وشروحكم
             فمع السلامة يا زمان نضالي
لا شيء أجمل من غدير قصائد
                تنساب بين أحبة وغوالِ
سيكون ديواني لصحبي متحفاً
               وحديث تمثال إلى تمثال
وبيوت كل دمشق بين بيوته
             لا فرق بين ظلالها وظلالي
<<ليالي الدروز>>
تحرشت الدروز وسرت فيهم
              وصاحبت المشايخ والشبابا
فلم أر مثلهم أبناء صدق
            نشامى حين تقصدهم غضابا
وقد ملأوا مخيلتي جمالا
               وكان أبو رغيد معي شهابا
سلوه كم كسرنا من خواب
                ورمنا في سرادبهم سرابا
وقبل أبو عصام رأى جنوني
           وجاب معي الفيافي والهضابا
فلما أن عقدنا العزم عادوا
               وقد ملئت صداقتهم ضبابا
وذابوا في الحدود الخمس ملحا
              وما تركوا لهم في العود بابا
وطافوا في خلاويهم وألقوا
                        على آثارنا فيها ترابا
وما تركوا صداقتنا اختيارا
                كذلك قال أصدقهم جوابا
وكادت تسقط الدنيا عليهم
               ودسوا لي نصيحتهم كتابا
أجاويد المحبة كيف أنسى
               وأرضى أن أفارقها خرابا
وما أدري إذا أنا عدت طفلاً
               هناك أأجتني هذا العذابا
وأوصي الورد ينثر فوق قبري
            على أسماء أصحابي الغلابى

### <<أصدقاء زهير>>
كم صديق بان عني ورحل
                      وصديق لم يعد فيه أمل
وصديق مات في علته
                       وصديق مات من غير علل
وصديق كان صرحا فهوى
                        وصديق كان نجما فأفل
وصديق أودت الكأس به
                        أمره في يدها منذ عقل
وصديق دمرته امرأة
                 وصديق غرها حتى وصل
  وصديق شاخ في خمسينه
                 وصديق شب فيها واعتدل
  والذي أحسن فيها وأساء
                  والذي أحسن فيها واعتزل
والذي كل لياليه أسى  
                     والذي كل لياليه جذل
وصديق صار نبراس الهدى
                     وصديق صار أستاذ الدجل
وصديق لم يضيع ركعة
                      وصديق منذ دهر لم يصل
وصديق باقة من نرجس
                      وصديق مطر الصيف هطل
وصديق كل ما حولي له
                       أثر باق ورسم وطلل
وصديق تلعب الدنيا به
                      وصديق راسخ مثل الجبل
وصديق روعة في الأصدقاء
                      صار مرا كان يوما كالعسل
وصديق هام في أخطائه
                      وعصى النصاح واعتاد الزلل
كلما أخرجته من حفرة
                   زل في أخرى وغطاه الوحل
وصديق راودته فكرة
                    حمل السيف عليها وقتل
وصديق لو أتت تسأله
                     روحه داعش لبى وبذل
حب صدام جرى في قلبه
                  ومحا كل زعيم وبطل
وصديق خان ما يحمله
                  وصديق ما درى ماذا حمل
في حياتي من مئات الأصدقاء
                      صور شتى فما شئت فسل
جمعتني بكثير منهمو
                       صدف الدنيا وأيام عمل
تتراءى لي كأجناس الطيور
                  رفقتي في الأرض من كل الملل
  ليس مثلي شاعر في الشعراء
                    قال في أصحابه ألف مثل
في مآسيهم وفي أفراحهم
                    ورثاء وحنين وغزل
هي في جدرانهم ذكرى حبيب
                  وهي في شعري حلي وحلل
  أترك اليوم على هامشها
                      الجدارية هذي في عجل
فصديق حظه منها الرضا
                     وصديق حظه منها الخجل
<<مختارات من ديوان أرمغان حجاز>>
ما عُثر عليه من ديوان
(أرمغان حجاز) أو (هدية الحجاز)..
الكأسُ فارغة ونحنُ دهاقُ = يا ويحَ ما فعلت بنا الأشواقُ
لو كان بالمسرى يُقَدَّر وصلنا = سارت إليك بدمعها الأحداقُ
ذاك الدخانُ على سراجكَ آهتي = وأنا لضجتهِ بها مشتاقُ
ذاك الدخانُ على سراجكَ كل ما = تركته من أنفاسها العشاقُ
ما كان يجدرُ أن تكون حبيبنا = فقلوبنا بيضُ السيوفِ رقاقُ
سفكت علينا بالحنين وجودنا = وجرت دماً بحديثنا الأفاقُ
فانظر بقايا الدين كيف أدارها = وبقية التوحيدِ كيف تُراقُ
الطائفون بكل عجل خائرٍ = فيما يقالُ أحبة عشاقُ
إن يفقدوا حجراً من الدير الذي = هجروه قامت باسمه الأسواقُ
ما جزتُ قدرك في علاكَ وإنما = نفثات محزونٍ إليك تساقُ
#أرمغان_حجاز
<<رثاء الدكتور محمد شحرور >>
((شحرور للتاريخ))
رحل الشحرور والناس على ٠٠٠ ذكره ما بينهم مختلفون
عجبا في الجانب الصادم من ٠٠٠ محسني القول رجال طيبون
ليس في ذاكرتي ند له ٠٠٠ في التخلي عن مساحات الفنون
ولقد ناوأته حتى مللت ٠٠٠ يوم كنا نلتقي في قاسيون
لا أبالي كل ما أسمعه ٠٠٠ من تفاسير متاهات الظنون
وتحد واجتراء سافر ٠٠٠ وتعد وافتراء وجنون
إنما يشغلي شغلي به ٠٠٠ منذ كنا في ظهور وكمون
عاش شحرور هماما بطلا ٠٠٠ مثلما جودت يغتال الشجون
ملأ الدنيا بتفسيراته ٠٠٠ كيفما كانت حديثا للقرون
كم تقلبت عل جمر الغضا ٠٠٠  وأنا أنظر للحق يهون
حاجب الشمس ولا أعرفه ٠٠٠ حاجبوه عنك حراس الدجون
انظروا داعش في ظلمائها ٠٠٠وانظروا إدلب في الحرب الزبون
أين في الإسلام من يسمعها... كلهم من شرفات ينظرون
مات شحرور الذي أعرفه ٠٠٠ مثل غيفارا أليف وحرون
كان لا يأكل قداسا ولا ٠٠٠ يستحي من ضم حسناء رعون
ويرى الفقه حديثا تافها ٠٠٠ويرى الحب هو الدين المصون
لو ترى في السبي تنديداته ٠٠٠ قلت هذي وحدها تمحو الشطون
أو ترى في سيفه زيف الطلاق  ٠٠٠ قلت حقا إنها تعمى العيون
أو ترى الرجم وهزلياته ٠٠٠ قلت ما قيمة أصحاب الذقون
يتحدى في أحاديث البغاء ٠٠٠ لا أسانيد ولا هم يحزنون
وترى من حوله الحور الحسان ٠٠٠يتمايلن حبورا كالغصون
ورأى الخمر لمن يشربها ٠٠٠ وأبى الحد افتراه المفترون
إنه الأسطورة الكبرى التي ٠٠٠ عاشها الحلاج في ليل السجون
أرسل الضوضاء من قمقمها ٠٠٠وتدمى بعده صرح السكون
وشفى الأحرار حتى شبعوا٠٠٠ فهمو المبتهجون الفرحون
كان لا شك حصانا جامحا٠٠٠ قدر الله وما شاء يكون
#محمد_شحرور
#الدكتور_محمد_شحرور